# Benjamin Smith Barton
Benjamin Smith Barton (Lancaster, 10 febbraio 1766 – Filadelfia, 19 dicembre 1815) è stato un botanico e chimico statunitense.
La sua abbreviazione standard in qualità di autore botanico è Barton.

## Biografia
Dopo aver studiato a Filadelfia, nel 1786 si trasferì a Edimburgo e Londra per studiare medicina. Nel 1789 tornò a insegnare all'Università della Pennsylvania in qualità di professore di storia naturale e medicina. In questo periodo coltivò un crescente interesse in materia chimica e farmacia. Nel 1793 divenne membro dell'American Academy of Arts and Sciences. Nel 1804 scrisse  Elements of Botany, primo libro di testo nordamericano di botanica. Barton fornì istruì Meriwether Lewis e William Clark prima che partissero per la loro spedizione nel Nord America occidentale. Nel 1789, Barton fu eletto membro dell'American Philosophical Society. Nel 1804 ricevette il Magellanic Premium. Dal 1812 fu membro corrispondente dell'Accademia delle scienze prussiana. Nel 1801 fu eletto membro corrispondente dell'Accademia delle scienze di Gottinga. Barton morì il 19 dicembre 1815. Suo nipote William Paul Crillon Barton sarà anch'egli un rinomato botanico.

## Opere
- Fragments of the natural history of Pennsylvania, 1799
- Elements of botany, 1804

| Barton è l'abbreviazione standard utilizzata per le specie animali descritte da Benjamin Smith Barton. Categoria:Taxa classificati da Benjamin Smith Barton |